# Karakuz-Talsperre
Das Karakuz-Talsperre (türkisch Karakuz Barajı) befindet sich in der südtürkischen Provinz Adana etwa 15 km nördlich der Stadt Karaisalı im Taurusgebirge am Flusslauf des Körkün Çayı.
Die Karakuz-Talsperre wurde in den Jahren 2011–2014 errichtet.
Das Absperrbauwerk bildet eine Gewichtsstaumauer aus Beton. Sie besitzt eine Höhe von 45 m über Gründungssohle und eine Kronenlänge von etwa 200 m. 
Sie staut den Körkün Çayı auf einer Länge von 6,2 km. Das Stauziel liegt bei 830 m. Der Stausee bedeckt eine Fläche von 30 ha. Das Speichervolumen liegt bei 5,1 Mio. m³.
Das Karakuz-Wasserkraftwerk (⊙) liegt am Fuße des Taurusgebirges am rechten Flussufer des Körkün Çayı. Über einen 11 km langen Tunnel mit einem Durchmesser von 3 m und eine anschließende Druckleitung (1650 m lang mit 2 m Durchmesser) fließt ein Teil des Flusswassers von der Talsperre zum Kraftwerk. Die Anlage verfügt über ein 70 m hohes Wasserschloss.
Das hydraulische Potential beträgt 530 m.
Das Kraftwerk verfügt über zwei vertikal-achsige Pelton-Turbinen zu je 38 Megawatt. 
Das voraussichtliche Regelarbeitsvermögen liegt zwischen 276 und 305 GWh im Jahr. 
Der Ausbaudurchfluss beträgt 16,4 m³/s.
In der zweiten Jahreshälfte 2015 soll das Kraftwerk seine volle Leistungsfähigkeit erreichen.